# تيارت
تيارت، هي مدينة جزائرية تقع في شمالي الجزائر، بحسب التقسيم الإداري الجزائري فهي بلدية تابعة إقليميا إلى دائرة تيارت ولاية تيارت الجزائرية. اصل الكلمة امازيغية و كانت تسمى قديما تيهرت أو تاهرت. وتعتبر عاصمة الولاية.

## الجغرافيا والمناخ

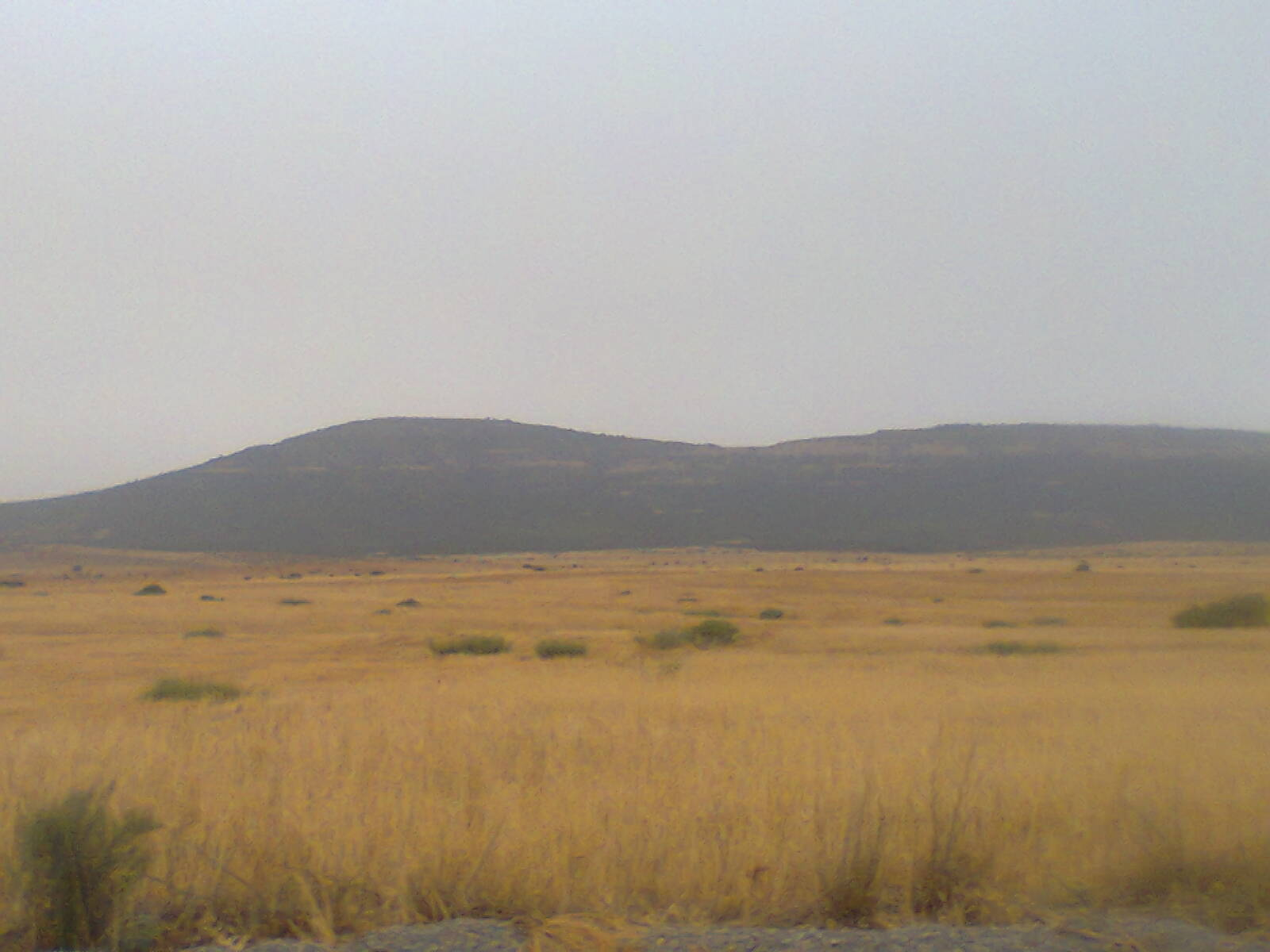
سهل من سهول ولاية تيارت

### الموقع الجغرافي
تقع تيارت في غرب الهضاب العليا التي هي سهول تفصل بين الأطلسين التلي والصحراوي، تبعد عن مستغانم ب180 كلم، وهي أقرب نقطة منها إلى البحر المتوسط، وتبعد عن وهران ب 250 كلم، كما تبعد عن الجزائر العاصمة ب 280 كلم:
- من الشمال: ولاية غليزان وتيسمسيلت
- من الجنوب: الأغواط والبيض
- من الغرب: معسكر وسعيدة
- من الشرق: الجلفة.

### الموارد الطبيعية
مناخها قاري وهو متوسط الحرارة صيفاً، وبارد شتاء مع مغياثية متوسطة، وهي مركز زراعي مهم في المنطقة، تشتهر بزراعة الحبوب وتربية المواشي وخاصة الخيول العربية الأصيلة وتزخر بموارد طبيعية هامة منها 1.609.900 هكتار من الأراضي الفلاحية و 142.966 هكتار من مناطق السهوب والمناطق الغابية 142.422 هكتار. ويبلغ متوسط تهاطل الأمطار من 300 إلى 500 مم سنويا، كما تتساقط بها الثلوج خلال شهري ديسمبر وجانفي، كما تزخر ولاية تيارت بموارد هامة من المعادن والكلس للمعادن والصلصال للآجر والقرميد والرمل الكرواتزي للطحن والزجاج وكلس المرمر لصخور النحت والفليس للطرقات والرمل للبناء القدرات الاقتصادية: وجود 10 أحواض منحدرة بقدرة 1.500.000 متر مكعب وستة أخرى في طور الإنجاز بقدرة 4.700.000 متر مكعب.
ترتفع مدينة تيارت بـ 1080م عن سطح البحر. وذلك لكونها تقع على جبل غزول (جزء من السلسلة الجبلية الأطلس التلي) المكسو بأشجار السرو والصنوبر الحلبي.

## العمران
كغيرها من مدن الجزائر فإنها شهدت تطور عمراني لمواكبة النمو الديموغرافي. فتوسعت المدينة نحو الجنوب التي تحولت المنطقة الجديدة والمنطقة الشمالية المدينة القديمة.
بلغ تعداد السكان 1,000,755 نسمة (تقديرات2011) في حين تقدر المساحة الإجمالية ب 20673 كلم مربع.

## التاريخ
و«تاهرت» اسم كان يطلق على مدينتين في المغرب الأوسط (الجزائر)، تاهرت القديمة، المدينة الرومانية التي يصفها ابن حوقل بأنها مدينة قديمة أزلية، وتعرف اليوم بتيارت بعمالة وهران، و«تاهرت» الحديثة (تاقدمت اليوم) التي بناها عبد الرحمن بن رستم، مؤسس الدولة الرستمية، وهي على بعد عشرة كيلومترات غرب «تاهرت» القديمة.

### الحقبة الأولى
في سنة 144هـ التقى جيش عباسي بقيادة حاكم مصر العبَّاسي، محمد بن الأشعث ، بأبي الخطاب شرقي طرابلس، حيث سقط أبو الخطاب وآلاف من أتباعه قتلى، وحينما تقدَّم محمد بن الأشعث نحو القيروان، فرَّ عبد الرحمن بن رستم حاكم القيروان من قبل أبي الخطَّاب منها، وحلَّ بالمغرب الأوسط فنزل على قبيلة «لماية» لقديم حلف بينه وبينهم بجبل منيع، يسمى (سوفجج)، فاستقبله أهالي الجبل بما يليق به من الإكرام وشاع يومئذ ذكره، فوفدت عليه وجوه من العلماء والأعيان، وأخذوا في تدبير أمرهم وتنظيم شؤونهم لإنشاء دولة لهم، وبينما القوم يخوضون في ذلك، فاجأتهم جنود ابن الأشعث فأحاطت بالجبل، ثم ارتدوا عنه بأمر أميرهم، ويومئذ خرج ابن رستم في أصحابه يطلبون مكاناً منيعاً يتخذونه مركزاً لبث دعوتهم ونشر مبادئهم فكان اختياره لموقع تاهرت بعمالة وهران.
اختلف المؤرخون في تحديد سنة بناء تاهرت الحديثة، والمرجح أن بناءها كان سنة 148هـ/765م، وبيعة عبد الرحمن بن رستم إماماً سنة 160هـ. مهما يكن من أمر هذا الاختلاف فإن مدينة تاهرت لم تلبث أن صارت عامرة ومركزاً لدولة عرفت بالدولة الرستمية (160-296هـ/776-908م)، وكانت مقرَّاً لقبائل صحراوية كانت مواطن تنقلها في أقاليم المغرب الأدنى بطرابلس ونفزاوة وبلاد الجريد جنوب المغرب الأدنى.
كان موقع تاهرت ملائماً لأوضاع هذه الدولة الناشئة التي كونتها عناصر بدوية تخشى مهاجمة أعدائها، فقد بنيت على المنحدرات الجنوبية للتل الجزائري، في السفح الجنوبي لجبل غزول (جزول) وعلى الطريق المؤدية إلى أسفل وادي الشلف، مما يوفر لها مناعة طبيعية، وتتزود هذه المنطقة بالمياه لأنها غيضة وسط ثلاثة أنهار، ولذلك فإن أرض المنطقة لا تجدب من قحط وجفاف، ويؤكد ذلك اليعقوبي في قوله: «لا يجدب زرع ذلك البلد قط، إلا أن يصيبه ريح وبرد»، وهو أمر ممكن الوقوع لأن المشهور أن الشمس نادرة الظهور بتاهرت، وأن المدينة كثيرة البرد والثلج والأمطار، مما جعل بعضهم يتندرون بأن شتائها يبلغ ثلاثة عشر شهراً، من ناحية أخرى كانت تاهرت تقاطعاً لخطوط مواصلات من الجنوب إلى الشمال بطريق وادي شلف ومن الشرق إلى الغرب أو الجنوب الغربي خاصة، ويشير اليعقوبي إلى قصر الطريق بينها وبين سجلماسة بوابة تجارة الذهب عبر الصحراء، مما جعل المدينة سوقاً، وجعل أهلها يشاركون في التجارة، وكانت ثروة هذا الإقليم وتجارته النافقة سبباً في اجتذاب الناس إلى تاهرت من فارس، موطن أجداد بني رستم الذين ينحدرون من بهرام الفارسي، ومن عرب إفريقية، ومن جهات مختلفة من بلاد البربر، من قبائل نفوسة بطرابلس، ومن قبائل زناتة الرحّل في إفريقية (تونس حالياً) والمغرب الأوسط، وقد ترددت هذه القبائل كثيراً على أسواق هذا الإقليم وأثرت من تجارتها فيها. وقد وصف اليعقوبي الذي زار تاهَرت في عهد محمد بن أفلح (ت281هـ) بأنها جليلة القدر عظيمة الأمر، وأنه يتصل بمدينة تاهرت بلد عظيم ينسب إليها في طاعة محمد بن أفلح، وأن هناك حصناً على ساحل البحر الأعظم (البحر المتوسط) ترسو به مراكب، تاهرت يقال له مرسى فرَّوخ.

### الحقبة الثانية
في سنة 296هـ/908م استولى أبو عبد الله الحسين بن أحمد بن محمد على «تاهرت»، وأنهى حكم الرستميين فيها، وصارت «تاهرت» تابعة للفاطميين ونوابهم من صنهاجة، بعد انتقال الخليفة المعز لدين الله الفاطمي إلى مصر، وتعرَّضت المدينة لسيطرة قبيلة زنانة عليها مراراً، ثم صارت تابعة للموحدين.
ومن تتبع أخبار تاهَرت يُلاحظ أن اليعقوبي، وهو من جغرافيي القرن الثالث الهجري، لا يتحدث إلا عن تاهرت المحدثة، بينما يصف ابن حوقل، وهو من جغرافيي القرن الرابع الهجري، تاهرت القديمة والمحدثة معاً مما يدل على أن الحياة عادت ثانية إلى القديمة، فهو يذكر أن في القديمة كثيراً من الناس، وفيها جامع كما أن للمحدثة جامعاً، ولكل منهما إمام وخطيب إلا أن التجار والتجارة بالمحدثة أكثر، ويشير إلى أن لأهل المدينتين مياهاً كثيرة تدخل على أكثر دورهم، وأشجاراً وبساتين وحمامات وخانات وأن العسل والسمن وضروب الغلات كثيرة، وكذلك الماشية والغنم والبغال والحمير، أما الشريف الإدريسي، وهو من علماء القرن السادس، فإنه يذكر أن مدينة «تاهرت» كانت فيما سلف من الزمان مدينتين كبيرتين إحداهما قديمة والأخرى محدثة، ولكنه لا يصف إلاَّ تاهرت القديمة، فيذكر أنها ذات سور وعلى قِنَّة جبل قليل الارتفاع، وبها ناس وجماعات من البربر ولهم تجارات وبضائع وأسواق عامرة، وبأرضها مزارع وضياع جمة، مما يدل على أن المحدثة لم يعد لها شأن، وهذا ما يؤكده ابن خلدون الذي يذكر أن كثرة الغارات التي كانت تشن عليها في عهد الموحدين دفعت أهلها إلى هجرها «فخلا جوها وعفا رسمها» في سنة 620هـ/1223م، بينما نهضت تاهرت القديمة من بين الأطلال واستمر نهوضها إلى العصر الحديث.

## الفروسية

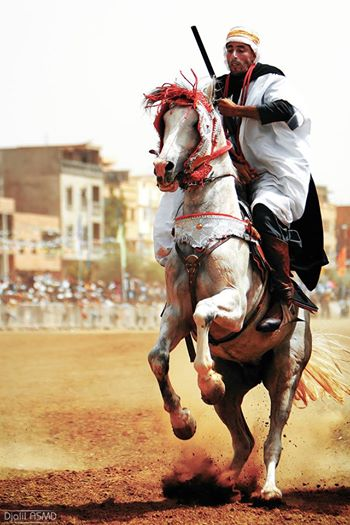
فنتازيا ولاية تيارت الخيول العربية والبربرية

مركز للخيول ويقدّم المختصون «حظيرة شاوشاوة» على أنها أكبر مركز لتربية الخيول في إفريقيا وأول مخبر علمي عربي يزاوج بين تربية الخيول العربية الأصيلة و«البربرية الأصيلة». اشتهر قدماء السكان في الجزائر بفروسيتهم منذ مملكة نوميديا الخيالة النوميد، وهي موهبة تعمقت مع وصول العرب إليها واحتكاك الجزائريين بالفرس العربي. وظل السكان يتوارثون الفروسية أبّاً عن جد حتى يومنا هذا الذي صارت فيه الفروسية وركوب الخيل من مظاهر التباهي بشيم الفارس. ويظهر التفاخر والتباهي بقيمة الفروسية خاصة في الحفلات والأعراس. كما بدت جليا من خلال مختلف حركات المقاومة التي قادها كبار زعماء الجزائر على مدار التاريخ ضدّ المعتدين. ومن بينهم الأمير عبد القادر الجزائري والشيخ المقراني وشيخ بوعمامة ولالة فاطمة نسومر وغيرهم ممن أبلوا بلاء حسنا موظفين جيوشا من الخيالة هنا وهناك. وامتازت منطقة تيارت تحديدا بكونها «مهد الفروسية». فقد جعلتها خصوبة أراضيها موقعا ممتازا لتربية «الخيول العربية» الأصيلة و«البربرية» أيضا، ما دفع بأوائل المحتلين الفرنسيين لتأسيس حظيرة شاوشاوة في سنة 1877م، ومنذ نشأتها قبل (132 عاما) وطواقمها تتفانى في بذل قصارى جهدها بهدف تطوير سائر سلالات الخيول وحفظها من الانقراض. وتملك «حظيرة شاوشاوة» قيمة تاريخية كبيرة مما جعل السلطات الجزائرية تصنّفها ضمن المواقع الأثرية الجزائرية العام 1995، حينما قضى مرسوم تنفيذي لوزارة الحرب الفرنسية بإنشاء مركز لتربية الجياد أيام الاحتلال الفرنسي للجزائر (1830 – 1962)، ولعبت تلك الحظيرة بحسب الرواة والباحثين دورا مفصليا في الاعتناء بالجياد العربية الأصيلة وكذا البربرية، وشهد القرن ونيف من وجود الحظيرة، إحرازات وتجليات بالجملة. وتشتهر مدينة تيارت باحتضانها للعديد من التظاهرات الدورية، آخرها ذاك الاستعراض الضخم الذي اشترك فيه سبعمائة فارس من الفرق المعروفة على المستوى المحلي كفرقة الفانتازيا، بالإضافة إلى فرق أخرى استقدمت من ليبيا، قطر، تونس، الولايات المتحدة الأمريكية، فرنسا وبريطانيا. تحتوي حظيرة شاوشاوة على نحو 288 حصانا بينها 174 من الأحصنة العربية الأصيلة و 68 آخر من الجياد البربرية، وتشهد الحظيرة معدل ولادة سنوية في حدود 55 حصانا غالبيتها عربية أصيلة. ويقول مدير الحظيرة «أحمد بن عبد الله» في لقاء مع «الرياض» إنّ «مركز شاوشاوة» يستغل بشكل خاص للحفاظ على سلالة الخيول العربية الأصيلة والخيول البربرية. وشهدت الحظيرة خلال فترات سابقة تصدير العشرات من الخيول إلى كل من سوريا ومصر ولبنان، أنّ اختيار منطقة ولاية تيارت لتربية الجياد، يعود إلى ما توفره من بيئة إيكولوجية ممتازة، وما تنفرد به من ثراء سهوبها وخصوبة مراعيها، وكذا توافر كميات هائلة من الماء الشروب على امتداد أيام العام. وتؤكد وثائق تاريخية حدوث مزاوجة بين عدة أحصنة من مناطق متفرقة في الداخل والخارج، على غرار أصناف محلية ك «الغازي» و«سيدي جابر» و«سفلة» وأخرى استقدمت من البلاد العربية وأخرى غربية كبولونيا، روسيا، وفرنسا، ما أسهم في توليد خيول بربرية. علما أنّ حظيرة شاوشاوة تملك مركزا نادرا خاصا بالتلقيح الجيني بالخيول البربرية.

## الإعلام
- إذاعة تيارت
- الموقع الإلكتروني للإذاعة
- البث الحي للإذاعة

## تعليم
- جامعة تيارت

## أعلام
- عبد القادر حجار سياسي جزائري وممثل الجزائر في الجامعة العربية.
- علي معاشي مغني وملحن وكاتب كلمات ومناضل من أجل تحرير الجزائر من الاحتلال الفرنسي عرف بأغانيه الوطنية والحماسية. إغتاله المعمرون في 8 يونيو 1958 وعلّق على شجرة في ساحة كارنو بالمدينة.
- حميد بارودي مغني وملحن وكاتب كلمات. ولد بتيارت 20 فيفري 1960.
- كريم مطمور: نجم منتخب الجزائر لكرة القدم من مواليد ستراسبورغ بفرنسا وأصله من تيارت
- فغولي حمزة: (ماما مسعودة) ممثل جزائري
- سفيان فغولي: نجم منتخب الجزائر لكرة القدم من مواليد باريس بفرنسا وأصله من تيارت
- مدحي لحسن: نجم منتخب الجزائر لكرة القدم من مواليد فرساي بفرنسا وأصله من تيارت
- جمال دحو: بطل العالم لوزن الخفيف لعام 2014-2015 المتحصل على حزام wbc وبطل أفريقيا
- مليكة بلباي: ممثلة جزائرية شاركت في أدوار أساسية في عدة مسلسلات وأفلام مشهورة

## معرض الصور

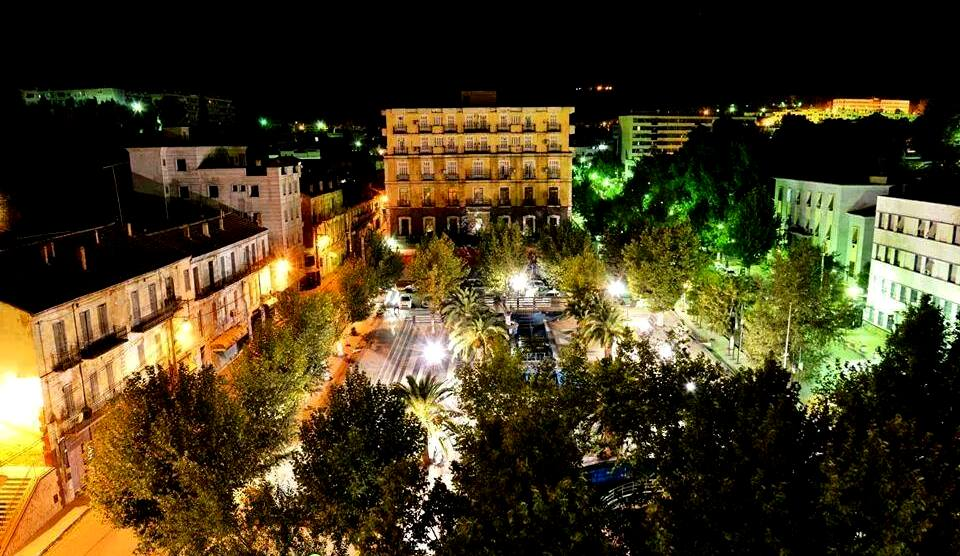
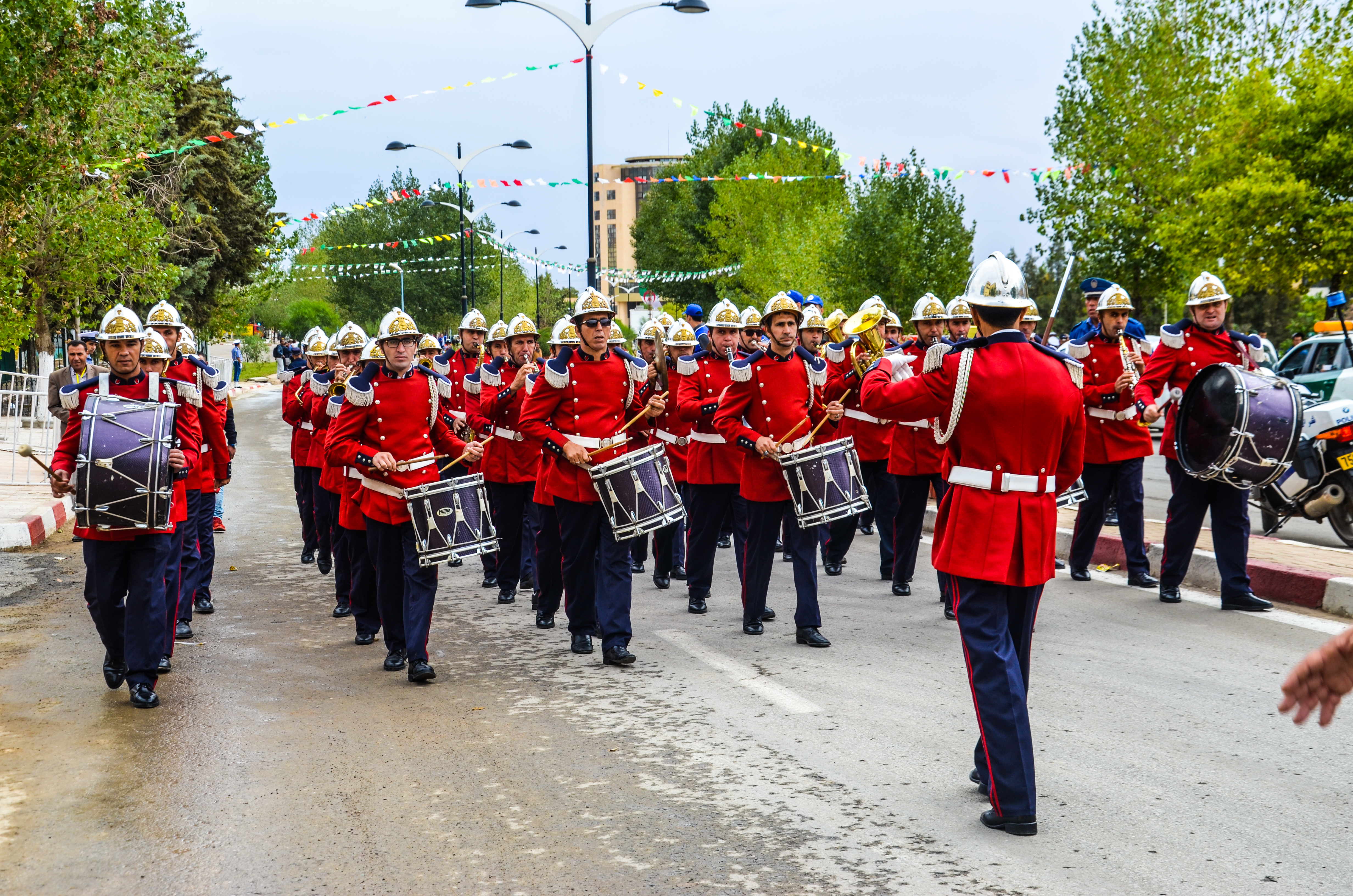

## وصلات خارجية
- الموقع الرسمي لولاية
- جامعة تيارت
- مديرية الخدمات الجامعية تيارت
- الموقع الإلكتروني للإذاعة
- البث الحي للإذاعة